# Айдар (река)
Айда́р (Адар, Адор, Айдор) — река на южной окраине Среднерусской возвышенности в Белгородской области России и Луганской области Украины, левый приток Северского Донца. Длина — 264 км, площадь водосборного бассейна — 7420 км². Расход воды — 15,4 м³/с. Уклон — 0,34 м/км. Несудоходна.

## Течение

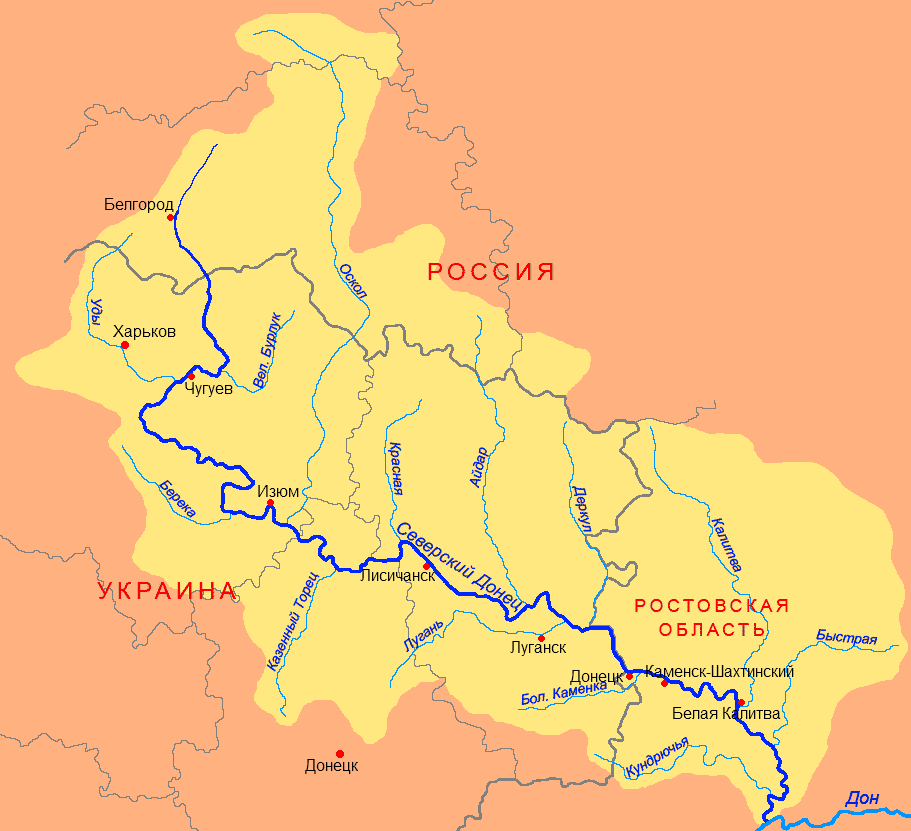
Бассейн Северского Донца

Берёт начало на южных склонах Средне-Русской возвышенности у села Новоалександровка Ровеньского района Белгородской области, впадает в Северский Донец на 344 километре от его истока. Верхнее течение зарегулировано Новоалександровским водохранилищем (площадь 72 га, объём воды 2,32 млн м³). Длина реки — 264 км, в том числе в пределах Белгородской области — 65 км. В Белгородской области на Айдаре находятся также: хутор Клиновый, хутор Озёрный, село Нагольное и село Айдар Айдарского сельского поселения.
Крупнейший населённый пункт расположенный на реке — административный центр Старобельского района Луганской области — город Старобельск. У реки, в Новоайдарском районе Луганской области, расположен памятник природы — «Айдарская терраса», также на реке находится административный центр района — пгт. Новоайдар (ранее, с 1778 года, город Айдар). На реке расположен Айдарский ихтиологический заказник.
Вблизи места впадения Айдара в Северский Донец в конце XVI века была основана небольшая крепость, носившая название «Айдарская сторожа».

## Притоки
- Фоминка — справа в 250 км от устья;
- Нагольная — слева в 236 км от устья;
- Лозовая — справа в 227 км от устья;
- Лозная — справа в 217 км от устья;
- Серебрянка — слева в 211 км от устья;
- Березовка — справа в 201 км от устья;
- Белая — верхний приток впадает слева в 182 км от устья;
- Белая — нижний приток.

## Этимология
Название реки происходит от тюркского географического термина айдар — «возвышенность с кучей камней на вершине» (буквально «чуб», «коса»).